# Thanaka

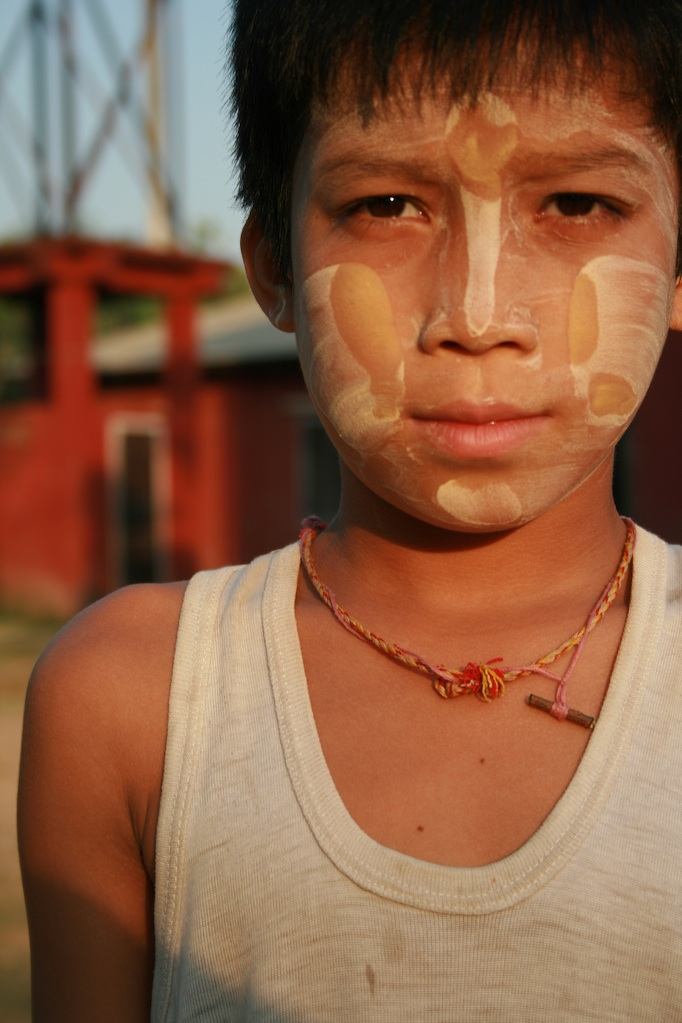
Un ragazzo con addosso il thanaka.

Il Thanaka (သနပ်ခါး) è una crema cosmetica di colore giallo-bianco, ottenuta dalla corteccia di alcuni alberi della famiglia delle Rutaceae, come Murraya spp. e Limonia acidissima.
È tipico della Birmania, dove le donne, ed occasionalmente gli uomini, lo applicano sul viso e sulle braccia Principale scopo del thanaka è di rinfrescare, profumare e purificare la pelle, in maniera naturale e per un lungo periodo. L'utilizzo del thanaka negli anni si è diffuso anche nelle nazioni vicine come la Thailandia.